# 默德灵县

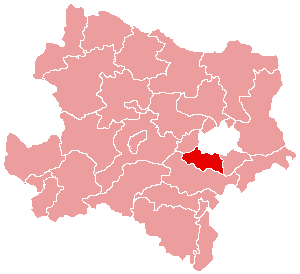
默德灵县在下奥地利州的位置

默德灵县（德語：Bezirk Mödling）是奥地利下奥地利州所辖的一个县。总面积277.0平方公里，总人口106374，人口密度384人/平方公里（2001年）。行政中心位于默德灵。

## 行政区域
默德灵县辖有20个市镇。